# Nyéki József (nemzetgyűlési képviselő)
Nyéki József (Báránd, 1877. február 22. – Hódmezővásárhely, 1932. szeptember 12.) nemzetgyűlési képviselő; tanítóképző-intézeti tanár.

## Életpályája
Nyéki Imre földész és Kiss Eszter fia. Elemi iskoláit szülővárosában járta ki. A gimnáziumot és a tanítóképzőt a debreceni református főiskolán végezte el. 1897-től Makón oktatott. 1907–1908 között Hatrongyoson oktatott. 1910-ben Makóról Nagytornára került. 1914–1918 között katonaként szolgált az első világháborúban. 1917 augusztusa és 1918 márciusa között az olasz fronton harcolt. 1919 novemberében került vissza Makóra a tanyasi iskolához. 1919-ben indult a helyi képviselő-választáson, ahol 95 szavazattal kapott többet Csorba Jánostól, így ő lett Makó egyedüli hivatalos jelöltje. 1922-ben indult a Makó polgármester-választáson, ahol Petrovics György győzött 227 szavazat-különbséggel. 1928 januárjában saját kérésére tanyai tanítóvá nevezték ki.